# Nordhausen
Nordhausen je město v Durynsku ve Spolkové republice Německo.

## Geografie
Městem protékají řeky Zorge a Helme.
Místní části:
| - Bielen (včleněn 1994) - Buchholz (2018) - Herreden (1994) - Hesserode (1997) - Hochstedt (1994) - Hörningen (1994) - Krimderode (1950) - Leimbach (1994) | - Petersdorf (2007) - Rodishain (2007) - Rüdigsdorf (1993) - Salza (1950) - Steigerthal (1999) - Steinbrücken (1994) - Stempeda (2007) - Sundhausen (1994) |

## Historie
Nordhausen byl poprvé zmíněn v roce 927.
Od roku 2010 má město titul Lutherstadt, patří mezi města, kde Martin Luther pobýval a působil.

## Demografie
| 1802 až 1946 - 1802 – 8 355 - 1821 – 9 900 - 1840 – 12 000 - 1880 – 26 198 - 1890 – 26 847 - 1933 – 37 635 - 1939 – 42 316 - 1946 – 32 848 | 1950 až 1996 - 1950 – 39 452 - 1960 – 39 768 - 1981 – 47.121 - 1984 – 47 176 - 1986 – 47 681 - 1994 – 48 028 - 1995 – 47 324 - 1996 – 46 750 | 1997 až 2004 - 1997 – 46 650 - 1998 – 46 192 - 1999 – 46 057 - 2000 – 45 633 - 2001 – 45.196 - 2002 – 44 701 - 2003 – 44 311 - 2004 – 43 894 |

## Významní rodáci
- Gerberga Saská (913 – 969), západofranská královna jako manželka Ludvíka IV.
- Jindřich I. Bavorský (mezi 919/922 – 955), bavorský vévoda
- Wilhelm Gesenius (1786 – 1842), orientalista a biblický kritik
- Lothar de Maizière (* 1940), politik
- Volker Beck (* 1956), atlet-překážkář
- Ariane Friedrichová (* 1984), atletka-výškařka

## Partnerská města
- Bejt Šemeš, Izrael
- Charleville-Mézières, Francie
- Bochum, Německo
- Ostrów Wielkopolski, Polsko